# Saša Skenderija
Saša Skenderija (* 4. července 1968) je bosensko-americký básník, žijící v Praze

## Život
Skenderija začal publikovat poezii, prózu a kritiky koncem 80. let 20. století v bosenštině (srbochorvatštině). V roce 1991 absolvoval Univerzitu v Sarajevu. Poté, co prožil šest měsíců obléhání Sarajeva, uprchl do Prahy, kde získal titul Ph.D. z Informační vědy na Univerzitě Karlově (1997). V roce 1999 se s pomocí překladatele a profesora lingvistiky Waylese Browna z Cornellovy univerzity usadil v Ithace ve státě New York. V roce 2010 se přestěhoval do New York City, kde žil v Astorii v Queens do roku 2013. Nyní žije v Praze, kde pracuje pro Národní technickou knihovnu.
Skenderija je jedním z nejznámějších bosenských básníků narozených po roce 1960 a jeho práce čerpá ze širokého spektra námětů, od každodenních až po poetické, překračujíc hranice žánrů.  Patří mezi bosenské básníky s největším množstvím recenzí v anglickém jazyce.  Několik Skenderijových básní se v českém překladu objevilo ve výběru Dušana Karpatského Vzkázání ze dna noci. Literatura Bosny a Hercegoviny v obklíčení a vyhnanství. 

## Dílo

### Poezie (v bosenštině)
- Golo O[7]
- Kako naslikati žar-pticu[8]
- Ništa nije kao na filmu[9]
- Praški fraktali[10]
- Zašto je patuljak morao biti ustrijeljen[11]
- Rt Dobre Nade[12]

### Poezie (překlady do angličtiny)
- Why the Dwarf Had to be Shot.[13]
- Cape of Good Hope[14]

### Poezie (překlady do češtiny)
- Vzkázání ze dna noci [15]
- Ithaka po deseti letech: Poezie Saši Skenderiji ve výběru a překladu Jaroslava Šulce [16]
- Další

### Poezie v antalogiích
Jeho poezie byla zahrnuta v několika bosenských a chorvatských antalogiích a přeložena do češtiny, angličtiny, makedónštiny  a slovenštiny:
- Prague Tales: A Collection of Central European Contemporary Writing,[19]
- Absinthe, New European Writing,[20]
- There is Less and Less Space: Panorama of the Newest Bosnian Poetry (in Bosnian),[21]
- Scar on the Stone: Contemporary Poetry from Bosnia,[22]
- Conan Lives Here: Young Bosnian Poetry 1992-1996 (in Croatian),[23]
- Messages from the Bottom of the Night: Literature of Bosnia and Herzegovina under Siege and in Exile (in Czech),[24]
- The Passion of Difference/Dark Sound of Emptiness: Croatian Poetry of the 1990s (in Croatian)[25]

Anglické překlady jeho poezie byly zahrnuty také do:
- Balkan Visions and Silver Visions II,[26]
- Witness[27]
- Like a Fragile Index of the World: Poems for David Skorton[28]
- Spirit of Bosnia[29]
- The City That Never Sleeps: Poems of New York[30]

Skenderija také přispěl svými texty do třech alb kultovní sarajavské techno-industriální skupiny SCH (VRIL, 2002; Eat This!, 2004; a Dance, 2007).